# منتخب أنغولا لكرة اليد للناشئات
منتخب أنغولا لكرة اليد للناشئات هو ممثل أنغولا الرسمي في المنافسات الدولية في كرة اليد للناشئات.